# Шем-Тоб ибн-Фалакера
Шем-Тоб бен-Иосиф ибн-Фалакера, или ибн-Палкера (1225 — 1290), — испано-еврейский философ и поэт второй половины XIII века.

## Биография
Ни год, ни место рождения ибн-Фалакеры в точности не известны. На основании одного места из его произведения «Hamebakesch» можно приблизительно установить, что он родился между 1224—1228 годам и умер не ранее 1290 г. О личной жизни не сохранилось почти никаких сведений. Известно только, что он всю свою жизнь бедствовал и уже в юном возрасте начал писать на философскую тему. У него, по всей вероятности, не было постоянного места жительства. Ни в одном из его произведений не отмечено, в каком городе оно было закончено. Несколько раз у него упоминается Барселона в связи с не утихшей ещё тогда борьбой из-за сочинений Маймонида, из чего можно заключить, что ибн-Фалакера часто бывал в общинах пограничных провинций между Испанией и Францией.
Был хорошо знаком с системами греческой и арабской философии, в совершенстве владел арабским языком и чуть ли не наизусть знал Гебироля и Маймонида. Продолжил традиционное использование поэзии как средства выражения трудных вопросов философии..

## Идеи
Больше интересовался практической философией и психологией, чем метафизикой. У всех философов находил почти одно и то же: для него Платон учил тому же самому, что Аристотель, Аверроэс сливался с Авиценной, и всё это вместе совпадало с тем, чему учит еврейская религия. Это убеждение типичного рационалиста своего времени, будто философия по своим целям и тенденциям совпадает с учением еврейской религии, подкрепляется у него взглядом, будто философы древности заимствовали свою мудрость из «школы Сима и Эбера» и учились у праотца Авраама и царя Соломона.
Знание стоит для ибн-Фалакеры выше всего. Хранителям традиций он часто бросает упрёк в том, что они сторонятся знания, в то время как последнее только способствует укреплению религии и ведёт человека к истинному благочестию.
Разделял Маймонидово отрицательное отношение к «образам и загадкам». Ибн-Фалакера вкладывает в уста своего «Ищущего» следующие характерные слова, с которыми тот обращается к поэту: «Так как тебе Господом дан разум, то прямая твоя обязанность стремиться к познанию истины… поэтому не следует питать душу свою пустыми выдумками певцов, чей рот полон лжи, и уста — обмана, и кто обращает зло в добро и добро во зло; они строят свои песни на основе лжи, и истина бежит от их уст».

## Труды
- «Иггерет ха-Виккуа» (« אגרת הוכוח») — первое юношеское произведение; диалог между ортодоксальным евреем и философом, в котором последний доказывает своему собеседнику, что между философией и религией царит полнейшее согласие: занятия науками не только не отвлекают от пути истины, а наоборот, обязательны для каждого человека с точки зрения самой религии; и поэтому истине можно учиться даже у отступников, так как люди не отказываются же от мёда из-за того, что у пчёл ядовитые жала[3].
- «ראשית חכמה» — книга, чаще всего цитировавшаяся из произведений ибн-Фалакеры по философии. По мнению Штейншнейдера, для её написания автор использовал философскую энциклопедию Аль-Фараби. Это трактат о чрезвычайных обязанностях человека, значении наук и необходимости изучать философию. Был переведён на латинский язык и хранится в виде рукописи в «Национальной библиотеке» в Париже. Содержание этого произведения, написанного в сравнительно юном возрасте, было впоследствии переработано автором в виде дидактического романа в рифмованной прозе под названием «Ищущий» («המבקש»).[3]
- «המורה מורה» (Пресбург, 1837) — философский комментарий к «Путеводителю растерянных» Маймонида[3].
- «לקוטים מםפר מקור חיים» — благодаря обыкновению ибн-Фалакеры делать большие извлечения из читаемых им авторов, сохранилась значительная часть философского произведения Гебироля, изданная Соломоном Мунком в 1859 году под данным названием в книге Мунка «Mélanges de Philosophie Juive et Arabe» (Париж)[3].
- «Деот ха-Пилусуфим» — изложение «Физики» и «Метафизики» Аристотеля в интерпретации Аверроэса[3].
- «Сефер ха-Нефеш» — трактат о психологии по арабским перипатетикам[3].
- «Сефер ха-Маалот» — o ступенях человеческого совершенства[3].
- «Мегиллат ха-Зиккарон» — сочинение исторического содержания, o котором ибн-Фалакера упоминает в своём «Ха-Мебакеше», было утрачено[3].
- «Защитительное письмо» в пользу идей Маймонида, написанное им под самый конец жизни (напечатано в конце сборника документов этой борьбы под названием «מנחת קנאות», Пресбург, 1838)[3].

Переводчик многих трудных мест Маймонида, не удовлетворивших его в переводе Самуила ибн-Тиббона. В конце своего комментария к Маймониду он даёт целый список своих поправок к философской терминологии ибн-Тиббона, весьма ценных в филологическом отношении. Для ибн-Фалакеры характерна точность терминологии и большая ясность изложения, причём его стиль лучше тяжеловесного языка большинства переводчиков.